# Dalibor Karvay

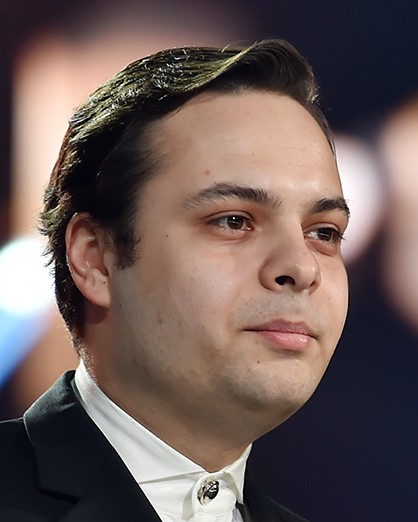
Dalibor Karvay (2017)

Dalibor Karvay (* 24. Juli 1985 in Martin, Tschechoslowakei) ist ein slowakischer Violinist. Er studiert bei Boris Kuschnir an der Konservatorium Wien Privatuniversität.

## Leben
Sein bemerkenswertes musikalisches Talent zeigte er bereits in früher Kindheit. Mit drei Jahren begann er mit dem Violinenunterricht bei seinem Vater. Sein erstes Konzert gab Karvay im Alter von 7 Jahren und während seines Unterrichts an der Musikschule in Vrútky (Slowakei) nahm er bereits Stücke für das Slowakische Radio auf. Seit dem 8. Lebensjahr nimmt er an zahlreichen namhaften Musik-Wettbewerben teil (siehe unten), unter anderem 1995 am Interpretationskurs in Piešťany (Slowakei) unter der Leitung von Eduard Grač. Ein Jahr später veröffentlichte er seine erste CD.
Sein erster Mentor war der Geiger Bohdan Warchal, der auch der Herausgeber seiner ersten CD war. Seine erste systematische Ausbildung erhielt er am Konservatorium in Zlín (Tschechische Republik) bei Bohumil Urban. Seit dem Jahre 2000 ist er – zunächst als außerordentlicher, später als ordentlicher – Student an der Konservatorium Wien Privatuniversität beim Geiger Boris Kuschnir. Gleichzeitig studiert er an der Universität für Musik und darstellende Kunst Graz. 2002 nahm er am Meisterschüler-Kurs von Herman Krebbers teil. Im akademischen Jahr 2002/2003 war er Stipendiat des Herbert von Karajan Centrums.
Seine Konzerte führten ihn bisher in viele andere Länder in Europa, Süd- und Nordamerika sowie Asien.
Sein Leben und die Suche nach einer passenden Stradivari wurden 2004 im Dokumentarfilm Stradivari – Liebe auf den ersten Ton von Sven Hartung verfilmt.
Seit 2014 ist er Professor für das Fach Violine an der Fakultät Musik-Saiteninstrumente der MUK. Am 14. November 2019 gewann Karvay das Probespiel bei den Wiener Symphonikern und wurde zum 1. Konzertmeister ernannt. Heute (Stand: Oktober 2023) lebt er in Wien.

## Auszeichnungen
- 1993: Internationaler Kocians Violinen Wettbewerb in Ústí nad Orlicí (Tschechische Republik): 1. Preis
- 1994: Ján Cikker Festival in Banská Bystrica (Slowakei): 1. Preis
- 1996: VIII. International Meeting of Young Musicians in Córdoba (Argentinien): 1. Preis
- 1996: Talentarium in Zlín (Tschechische Republik): 1. Preis
- 2002: Fidelio Wettbewerb des Konservatorium Wien Privatuniversität: 1. Preis
- 2002: Eurovision Young Musicians in Berlin: 1. Preis, Violine
- 2003: Concours International de Violon Tibor Varga in der Schweiz: 1. Preis
- 2005: "New Talent" International Music Competition in Bratislava (Slowakei): 1. Preis
- 2008: David Oistrakh International Violin Competition in Moskau: 1. Preis in der Kategorie C (18–35 Jahre)